# Confraria de Sant Eloi dels Argenters
La Confraria de Sant Eloi dels Argenters (en català antic, també escrit Sant Haloy dels Argentes o Santa Confraria de Santiloy de la plateria) o simplement Gremi d'Argenters de Barcelona va ser una organització de tipus gremial de Barcelona que agrupava els argenters de la ciutat. Va arribar a ser la principal de la capital catalana, raó per la qual va perdurar gairebé 500 anys i per la qual va canviar de nom diversos cops.
Cal fer notar que l'ofici d'argenter, malgrat que l'origen del nom prové de l'argent, també incloïa el treball de l'or, l'estany i altres metalls.

## Història
El 1381, els argenters de Barcelona reberen els primers privilegis de l'Infant Joan juntament amb les primeres Ordinacions. Posteriorment en reberen de noves el 1447, el 1588 i el 1672. El rang de Gremi, Comú o Confraria es convertí en el de Congregació, Col·legi o Art a través d'una Reial cèdula atorgada per Felip V el 1733.
Com en moltes altres professions d'origen medieval, els argenters, també anomenats orfebres o, més endavant, per influència del castellà, platers, es concentraven en una zona concreta de la ciutat. Concretament, al Carrer de l'Argenteria, que prèviament s'havia anomenat Carrer de Mar fins al segle XV, i que canvià de nom precisament per la gran presència d'aquests professionals.
Finalment, la Confraria s'extingí el 10 de gener del 1879.

## Religió
L'organització tenia un altar a Sant Eloi dedicat a l'antiga Església de la Mercè, d'estil gòtic, substituïda durant el segle XVIII per l'actual Basílica de la Mercè per reflectir la puixança comercial d'aquells anys. Justament a l'església, la confraria hi va fer pintar el Retaule de Sant Eloi dels argenters durant la primera meitat del segle xvi, peça que actualment forma part de l'exposició permanent del Museu Nacional d'Art de Catalunya.

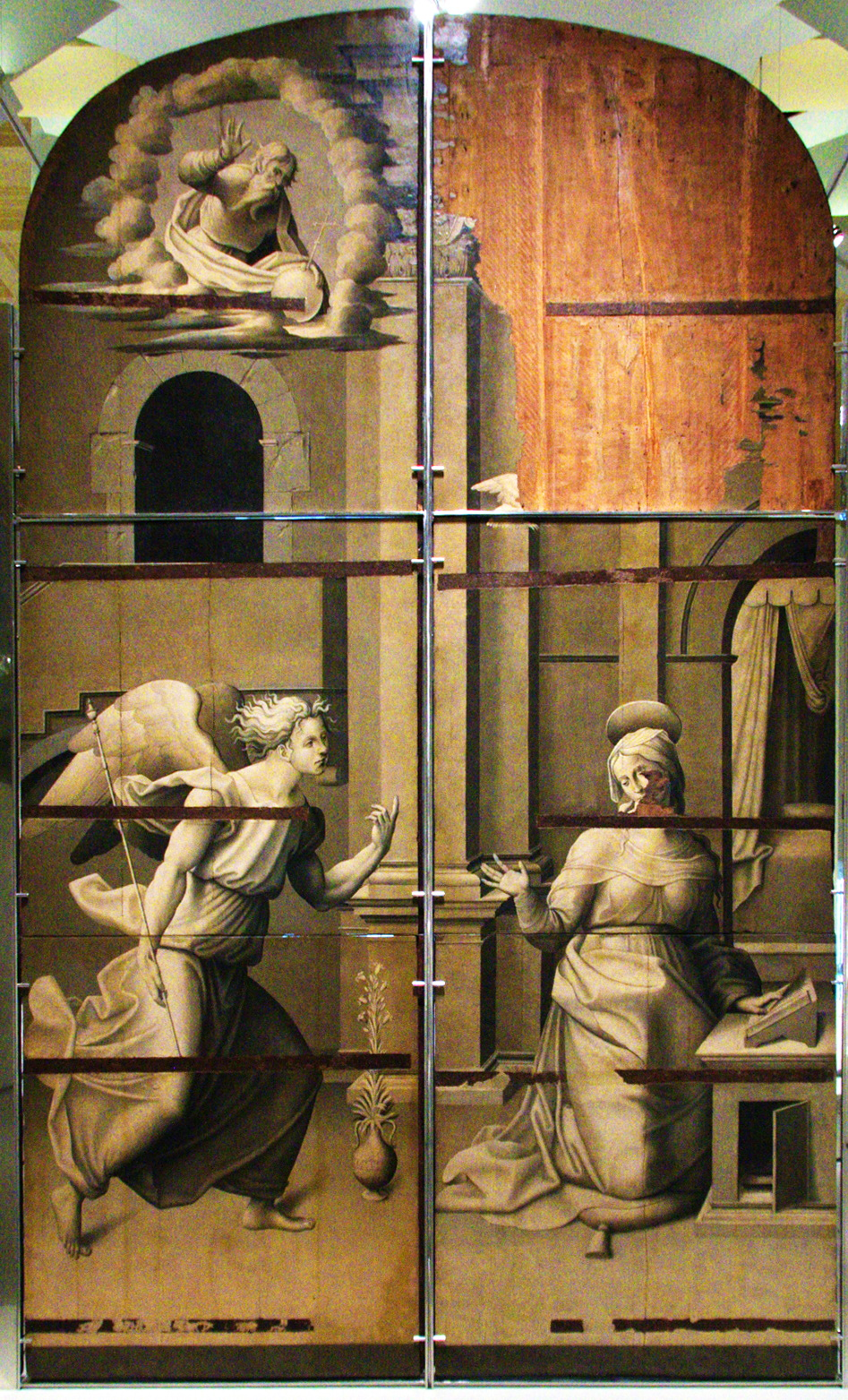
L'Anunciació en la versió tancada del retaule encarregat per la Confraria

## Organització
Els gremis i congregacions van tenir la funció d'escoles de formació i acreditació de professionals de l'ofici, i així va ser en el cas de la de Sant Eloi. Així, la formació per aconseguir la categoria de mestre suposava sis anys de dedicació i implicava la superació d'un examen de passantia, que només es podia fer si s'era més gran de vint-i-cinc anys i que incloïa la presentació d'una peça física i d'una representació gràfica d'aquesta mateixa peça. Aquestes representacions gràfiques dels passants compilades van donar fruit als set volums del Llibre de Passanties de la confraria, que representen peces presentades des del segle XVI fins al XIX.
Els cònsols de la Confraria eren els encarregats de marcar les peces amb un punxó específic, raó per la qual els cònsols primer i segon eren anomenats cònsols marcadors. Aquesta punxonades eren una garantia d'autenticitat de les peces i de puresa del metall.

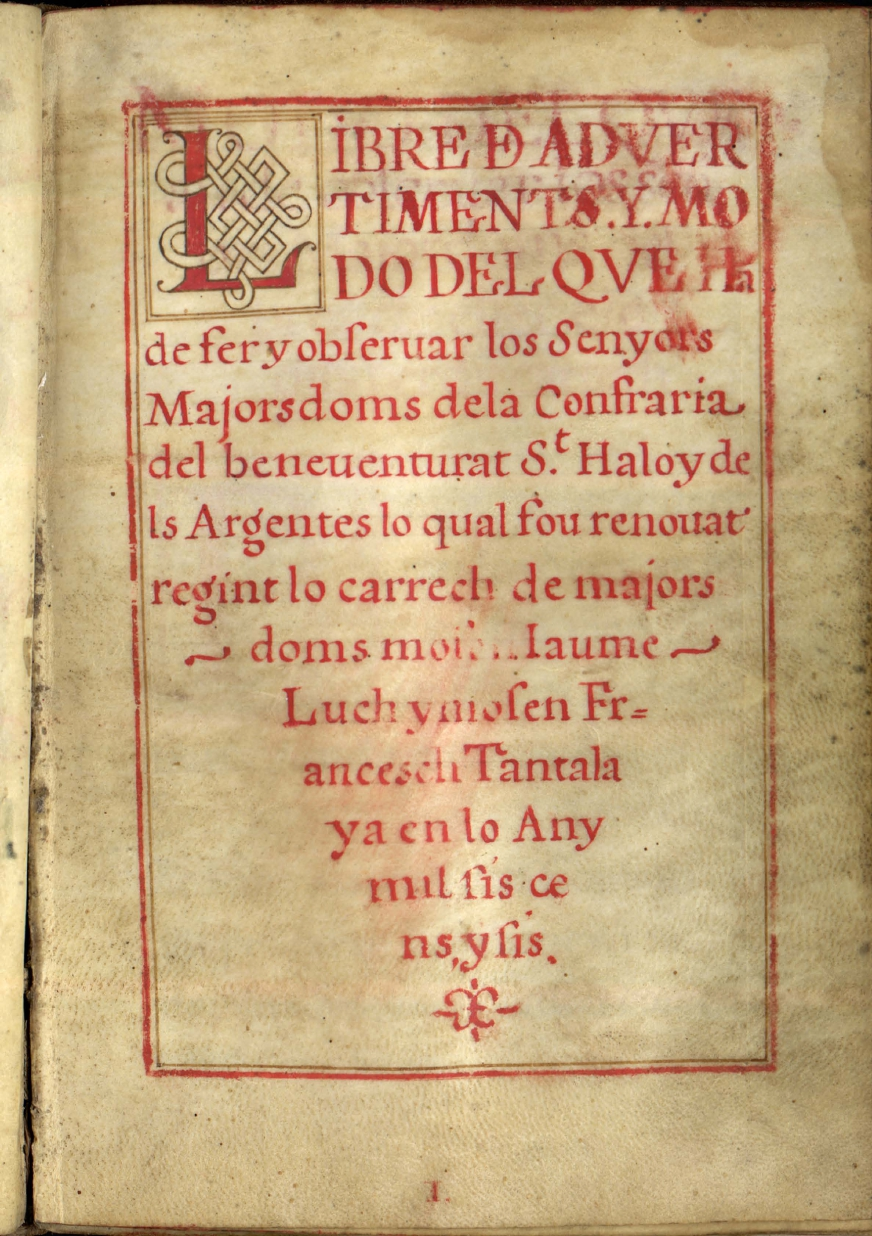
Portada del Llibre dels Advertiments de la Confraria, que explicava el funcionament de l'organització

Els càrrecs de la Confraria incloïen, a més dels dos cònsols marcadors, un cònsol clavari, un examinador (nomenat per dos argenters d'or i dos d'argent), un visitador general que tenia l'encàrrec d'assegurar el compliment de la llei de la plata i de l'estany, dos fusiners encarregats de la fusina (forn on es fonien els materials de treball), un majordom i un arxiver.
Tant la passantia com els càrrecs i l'organització de la Confraria estan ben exposades a través del Llibre d'Advertiments (1606), i podem veure l'evolució tant de les proves com dels requeriments gràcies al Llibre de Passanties, que conté set volums diferents compilats en quatre segles diferents.

## Membres i obres destacats
Entre els membres i les obres més destacades de la Confraria hi ha:
- Joan Matons, autor de l'Urna de Sant Bernat Calbó (1701-1728) i de canelobres de la Catedral de Mallorca (1702-1718).
- Francesc Tramulles, autor de l’urna del reliquiari de la santa Cinta de la Catedral de Tortosa (1727-1729) conjuntament Josep Tramulles
- Francesc Via, autor de la Mare de Déu de la Cinta (1705-1706) però sobretot pel bust-reliquiari de la Prioral de Sant Pere de Reus (1695-96) i les maces per a la mateixa localitat (1712).
- Bonaventura Fornaguera.
- Pere Joan Poch, format a la Confraria és autor de la Daga dels Grans Mestres de l'Orde de Malta (segona meitat del s. XVI), donada pel Felip II de Castella a Jean Parisot de la Valette després del Setge de Malta. Actualment està exposada al Museu del Louvre.